# Мервинська сільська рада
Ме́рвинська сільська́ ра́да — адміністративно-територіальна одиниця та орган місцевого самоврядування в Горохівському районі Волинської області. Адміністративний центр — село Мерва.

## Загальні відомості
- Територія ради: 42,21 км²
- Населення ради: 1765 осіб (станом на 2001 рік). Кількість дворів — 569.
- Територією ради протікають річки Стир, Судилівка

## Населені пункти
Сільраді підпорядковані населені пункти:
- с. Мерва
- с. Буркачі
- с. Диковини
- с. Кутрів

## Населення
Згідно з переписом УРСР 1989 року чисельність наявного населення сільської ради становила 1812 осіб, з яких 833 чоловіки та 979 жінок.
За переписом населення України 2001 року в сільській раді мешкали 1763 особи.

### Мова
Розподіл населення за рідною мовою за даними перепису 2001 року:
| Мова       | Відсоток |
| ---------- | -------- |
| українська | 99,38 %  |
| російська  | 0,57 %   |

## Господарська діяльність
В Мервинській сільській раді працює 3 школи: 2 початкові і 1 середня, будинок культури, бібліотека, 1 музей, 1 дитячий садок, 4 медичні заклади, 1 відділення зв'язку, 4 АТС на 86 номерів, 11 торговельних закладів. Наявне проводове радіомовлення.
На території сільської ради знаходяться кургани «Маруха» та «Мурований стовп», Георгіївська церква (село Кутрів, 1761 р.).
По території сільської ради проходять Т 0302, Т 1806, О030212.

## Склад ради
Рада складається з 14 депутатів та голови.
- Голова ради: Томащук Юрій Олександрович
- Секретар ради: Лагнюк Марія Петрівна

### Керівний склад попередніх скликань
| Прізвище, ім'я, по батькові | Основні відомості                                                                                  | Дата обрання | Дата звільнення |
| --------------------------- | -------------------------------------------------------------------------------------------------- | ------------ | --------------- |
| Томащук Юрій Олександрович  | Сільський голова, 1968 року народження, освіта вища, член Української Народної Партії              | 26.03.2006   | 31.10.2010      |
| Томащук Юрій Олександрович  | Сільський голова, 1968 року народження, освіта вища, член Всеукраїнського об'єднання «Батьківщина» | 31.10.2010   | 25.10.2015      |
| Томащук Юрій Олександрович  | Сільський голова, 1968 року народження, освіта професійно-технічна, безпартійний                   | 25.10.2015   |                 |

Примітка: таблиця складена за даними сайту Верховної Ради України та ЦВК

### Депутати VII скликання
За результатами місцевих виборів 2015 року депутатами ради стали:

#### За суб'єктами висування
| Суб'єкт висування      | Кількість обраних депутатів | %     |
| ---------------------- | --------------------------- | ----- |
| Самовисування          | 12                          | 85.71 |
| Аграрна партія України | 2                           | 14.29 |